# Râul Finiș
Râul Finiș este un curs de apă, afluent al râului Crișul Negru. Se formează la confluența brațelor Bălăteasa și Valea Ursului

## Hărți
- Harta munții Codru Moma  Arhivat în 9 iunie 2008, la Wayback Machine.
- Harta munții Apuseni